# Monanthotaxis foliosa
Monanthotaxis foliosa là loài thực vật có hoa thuộc họ Na. Loài này được (Engl. & Diels) Verdc. mô tả khoa học đầu tiên năm 1971.